# Gurra Krantz (seglare)
Gurra Krantz, tidigare Gunnar Krantz, född 20 april 1955 i Matteus församling i Stockholm, är en svensk seglare med mångårig erfarenhet av kappsegling på världsnivå.
Krantz har bland annat deltagit i Whitbread Round The World Race/Volvo Ocean Race som vaktchef på båtarna The Card (1989) och Intrum Justitia (1993) samt som skeppare på Swedish Match (1997) och Team SEB (2001). Krantz har även deltagit i Sveriges America's Cupsatsningar 1987 samt 1991/92 som skeppare.
År 1994 gav han ut Whitbread 1993/94 : man behöver inte vara galen - men det hjälper! där han ger sin bild av dramatik och turbulens i denna omtalade havskappsegling. Boken handlar väl så mycket om olika typer av ledarskap, jakten på affärspartners som om själva seglingen och kampen mot vattenmassorna och elementen. Boken Den blå båten - Segling och affärer (1999) skildrar Whitbread både som ett lönsamt affärsprojekt och som ett sportsligt äventyr.
2019 kunde Krantz ses i premiärsäsongen av Kanal 5-programmet Över Atlanten där han var skeppare. Han har sedan även varit skeppare i säsong 2, 4, 5, 6, 7, 8 och 9 (2020, 2022, 2023, 2024 och 2025).
Han är gift med Malena Frisinger Krantz, dotter till Håkan Frisinger.